# Iwungilo
Iwungilo è una circoscrizione rurale (rural ward) della Tanzania situata nel distretto urbano di Njombe, regione di Njombe. Conta una popolazione di 8 419 abitanti (censimento 2012).